# اتحاد ساموا لكرة القدم
تأسس اتحاد ساموا لكرة القدم في عام 1968م وانضم إلى الإتحاد الدولي لكرة القدم في 1986م وإنضم إلى اتحاد أوقيانوسيا لكرة القدم في 1984م.

## روابط إضافية
- Official website
- Samoa Football (Soccer) Federation (FIFA)
- OFC website entry